# Круцкевич Олександр Олександрович
Олександр Олександрович Круцкевич (13 листопада 1980, Ковель, Волинська область, УРСР) — український та казахстанський футболіст, захисник, футбольний тренер.

## Життєпис
Вихованець ковельського футболу, перший тренер — М. Лис. У юнацькому віці займався в академії донецького «Шахтаря». У 1997-1999 роках виступав у другій та першій лігах України за «Шахтар-2», але не був там основним гравцем, в більшості своїх матчів виходив на заміну. Потім грав за аматорські команди України й декілька разів намагався закріпитися у професіональних клубах — у третій команді «Карпат» зіграв єдиний матч у серпні 2001 року й на 39-й хвилині гри був видалений, а наступного року тричі виходив на заміни в складі «Поділля» (Хмельницький).
У 2004 році перебрався в Казахстан, перші два сезони провів у першій лізі в складі «Каспія» (Актау). У 2006 році перейшов у «Жетису», з яким того ж сезону став переможцем зонального турніру першої ліги. У вищому дивізіоні Казахстану дебютував 31 березня 2007 року в матчі проти «Астани», замінивши на 73-й хвилині Костянтина Паніна. Першим голом у вищій лізі відзначився 20 травня 2007 року в воротах «Кайсару». Влітку 2008 року перейшов в «Атирау», а потім після піврічної перерви перейшов в «Окжетпес», де виступав протягом року. Всього у вищому дивізіоні Казахстану зіграв 68 матчів і забив 8 голів. У складі казахстанських клубів брав участь в матчах єврокубків.
У період виступів в Казахстані отримав громадянство цієї країни і викликався в національну збірну, проте жодного матчу так і не зіграв.
Восени 2010 року грав за клуби першої ліги України «Зірка» (Кіровоград) та «Фенікс-Іллічовець», однак не зміг закріпитися в командах.
Сезон 2011 року провів у складі представника чемпіонату Латвії «Юрмала-ВВ», зіграв 30 матчів та відзначився 3 голами. Навесні 2012 року грав у першій лізі Китаю за «Харбін Ітен», де провів 3 поєдинки.
Влітку 2012 року перейшов у клуб «Туран» (Товуз), в його складі зіграв 26 матчів та відзначився 1 голом у вищому дивізіоні Азербайджану. Наступний сезон провів у першому дивізіоні за «Араз» (Нахічевань) і зі своїм клубом піднявся дивізіоном вище, однак восени 2014 року його команда, зігравши декілька матчів, знялася з турніру. Після цього футболіст завершив кар'єру гравця.
У 2016 році працював головним тренером клубу «Ковель-Волинь», який виступав в аматорському чемпіонаті України.